# ウォルターズ美術館
ウォルターズ美術館（The Walters Art Museum）は、米国メリーランド州ボルチモアにある美術館である。

## 沿革
実業家のウィリアム・トンプソン・ウォルターズとその息子ヘンリー・ウォルターズは美術収集家でもあり、西洋絵画や古代ギリシア・ローマ時代の美術品などを収集していた。ヘンリーはチャールズ通りの建物を購入しコレクションを所蔵していたが1931年に亡くなり、その後22,000点のコレクションは建物ごとボルチモア市に遺贈された。1934年よりウォルターズ・アート・ギャラリー（Walters Art Gallery）として開館。2000年にウォルターズ美術館（The Walters Art Museum）と改名している。

## コレクション
所蔵品はオンラインで見ることが出来る。

## 主な収蔵品

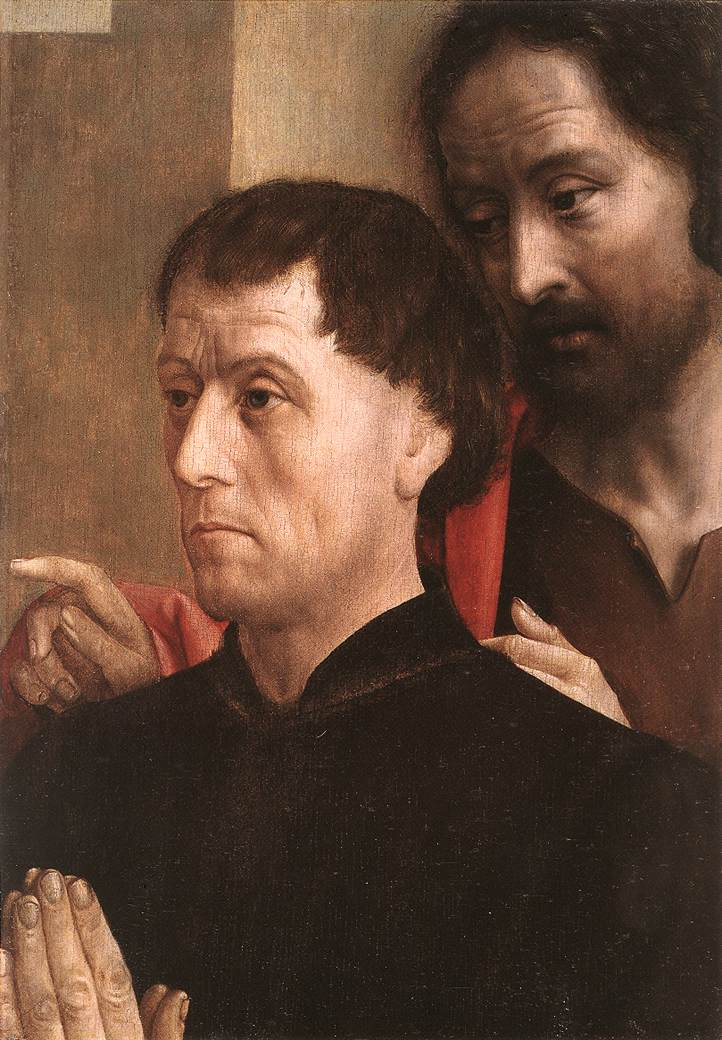
ファン・デル・グース 『洗礼者ヨハネ』
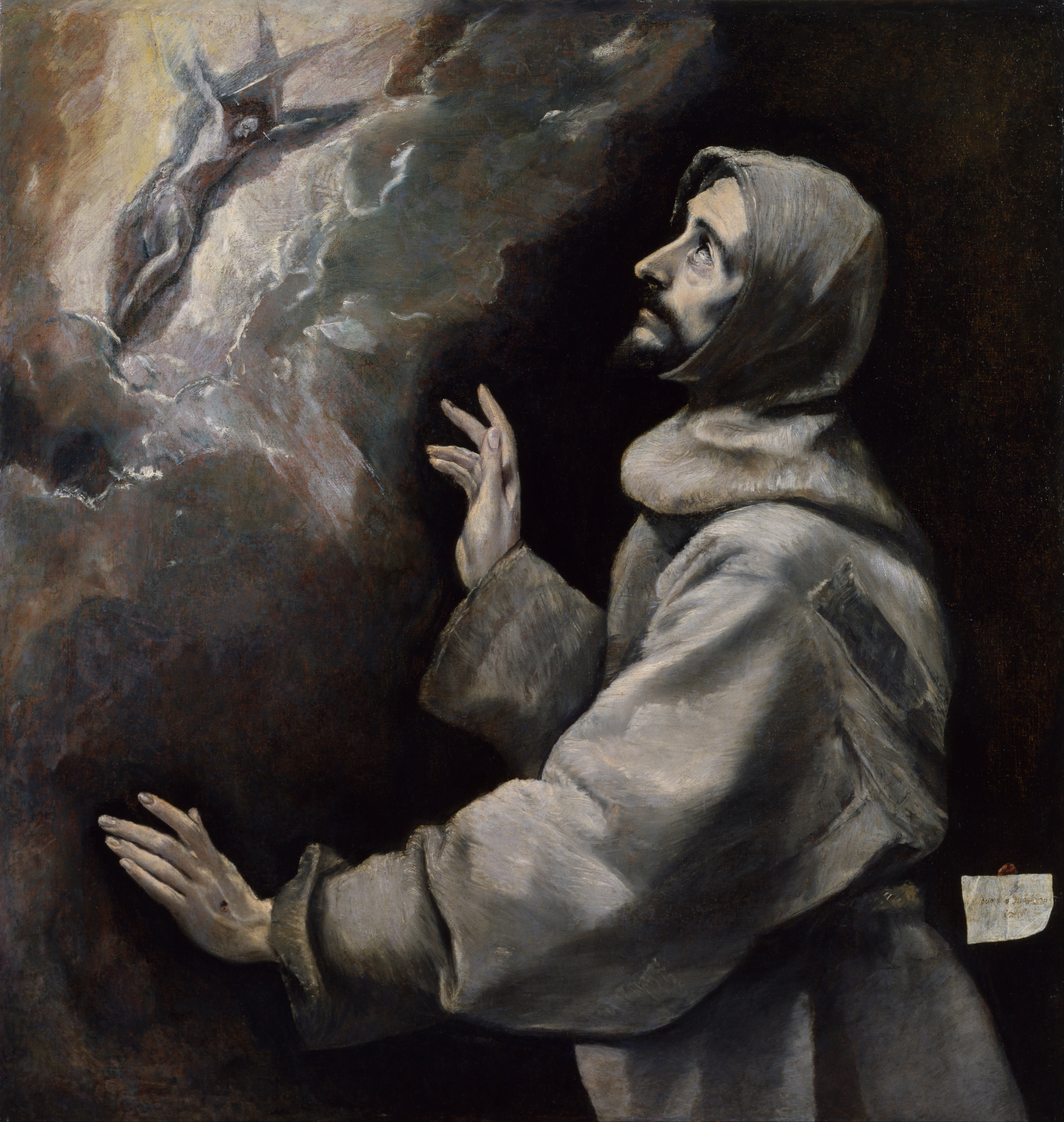
エル・グレコ 『聖フランシスコ』
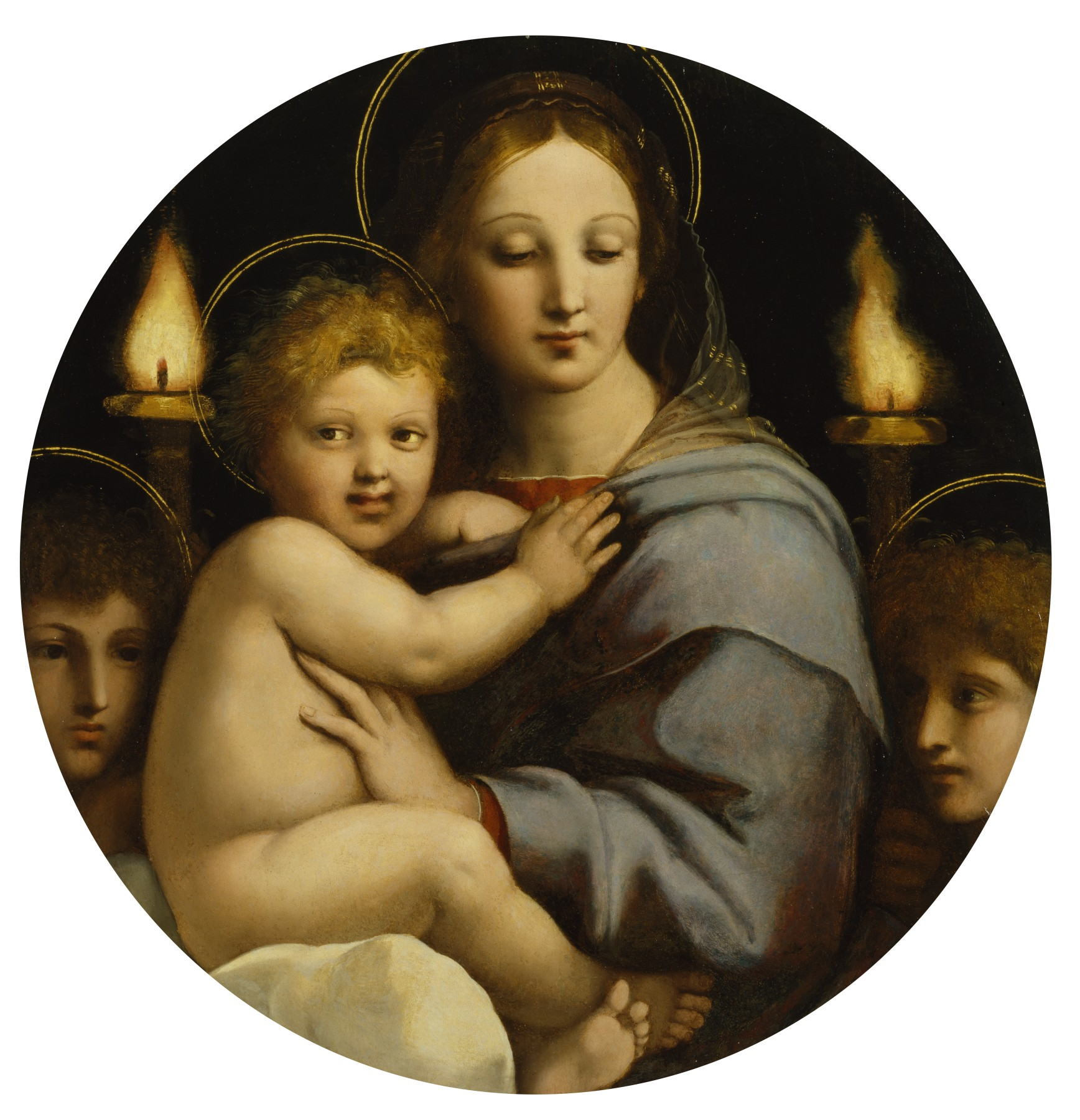
ラファエロ・サンティ 『燭台の聖母』
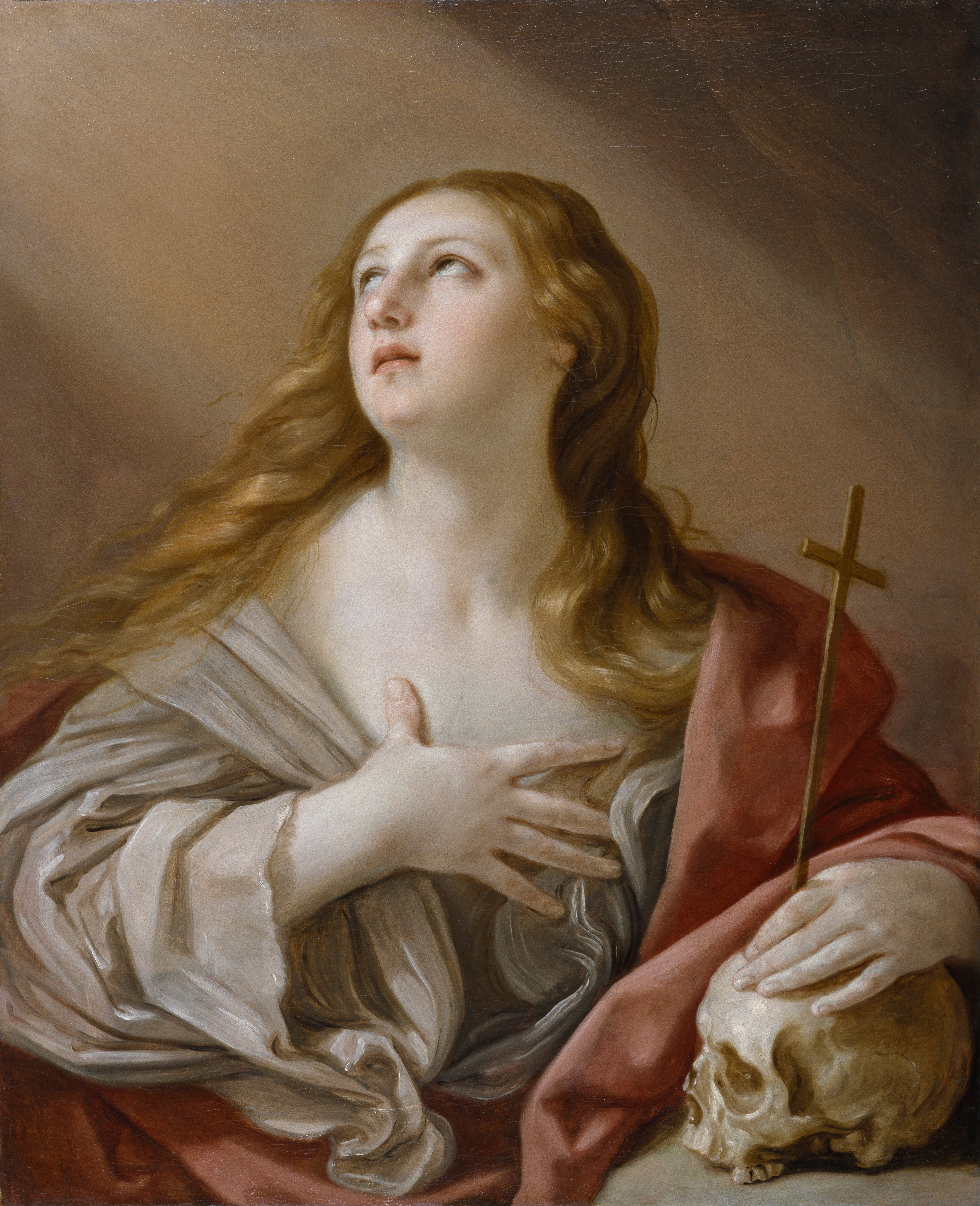
グイド・レーニ 『マグダレナ』
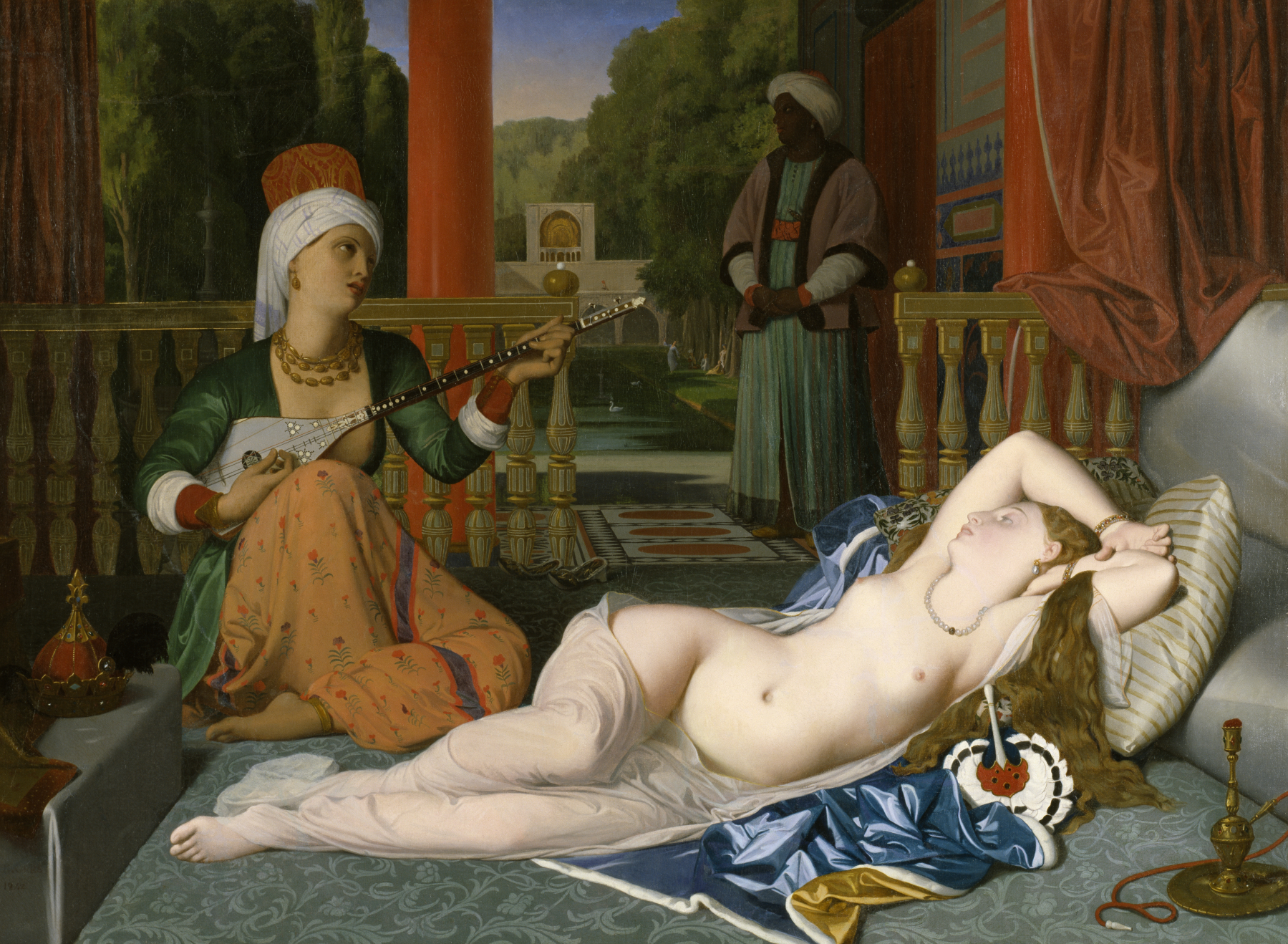
ドミニク・アングル 『奴隷のいるオダリスク』1839年-1840年
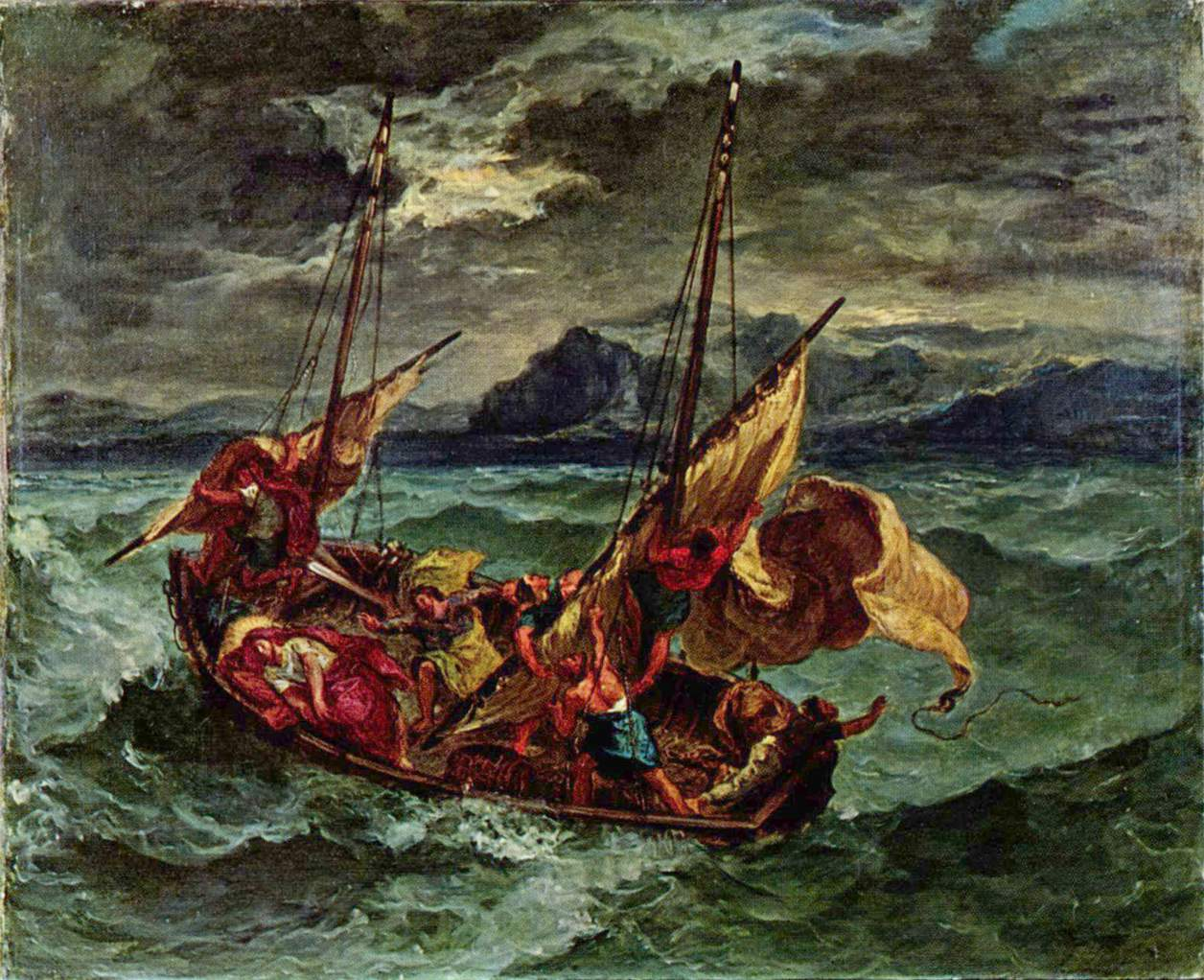
ウジェーヌ・ドラクロワ 『Christ on the Sea of Galilee』1854年
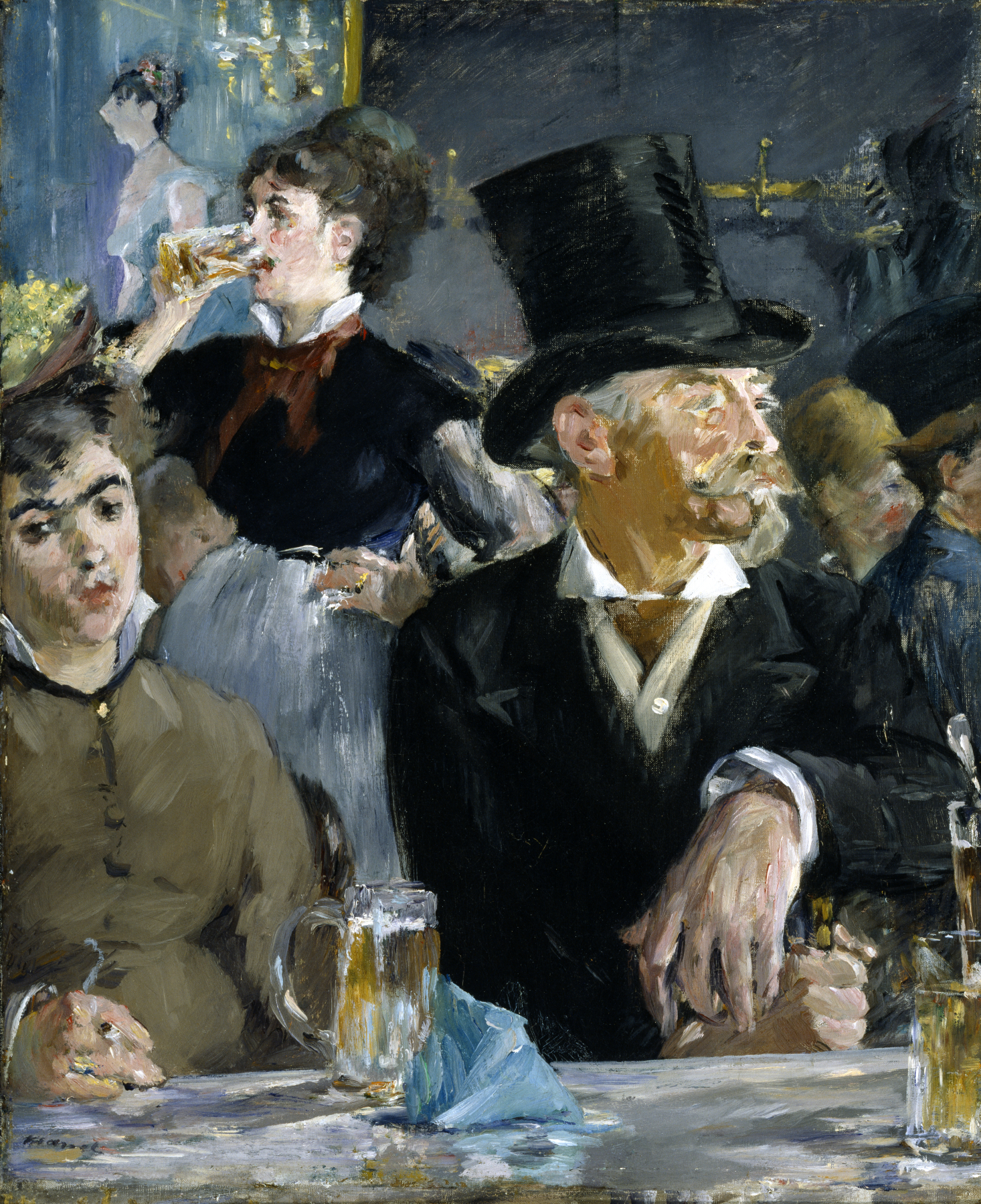
エドゥアール・マネ 『カフェで』1879年頃
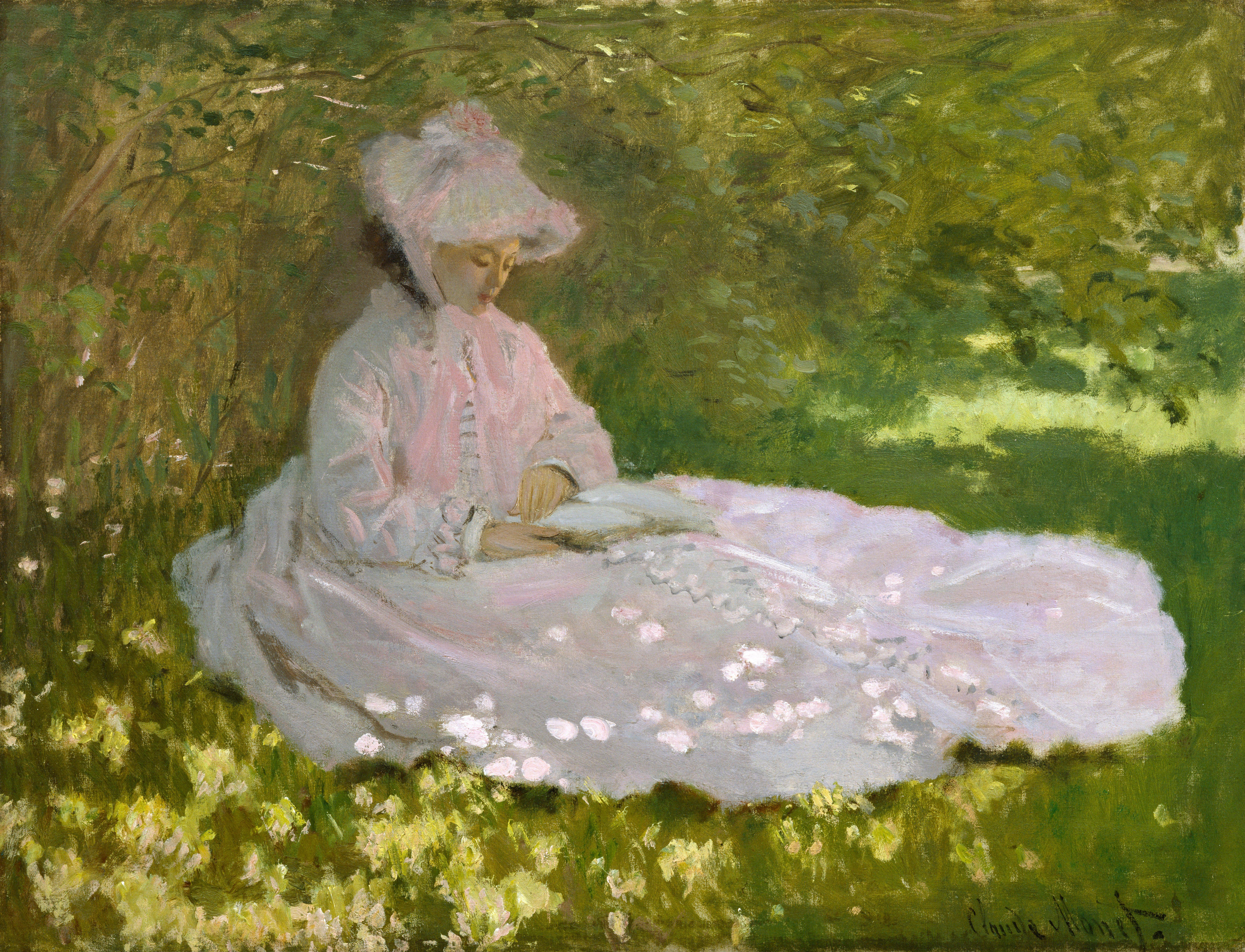
クロード・モネ 『春」1872年
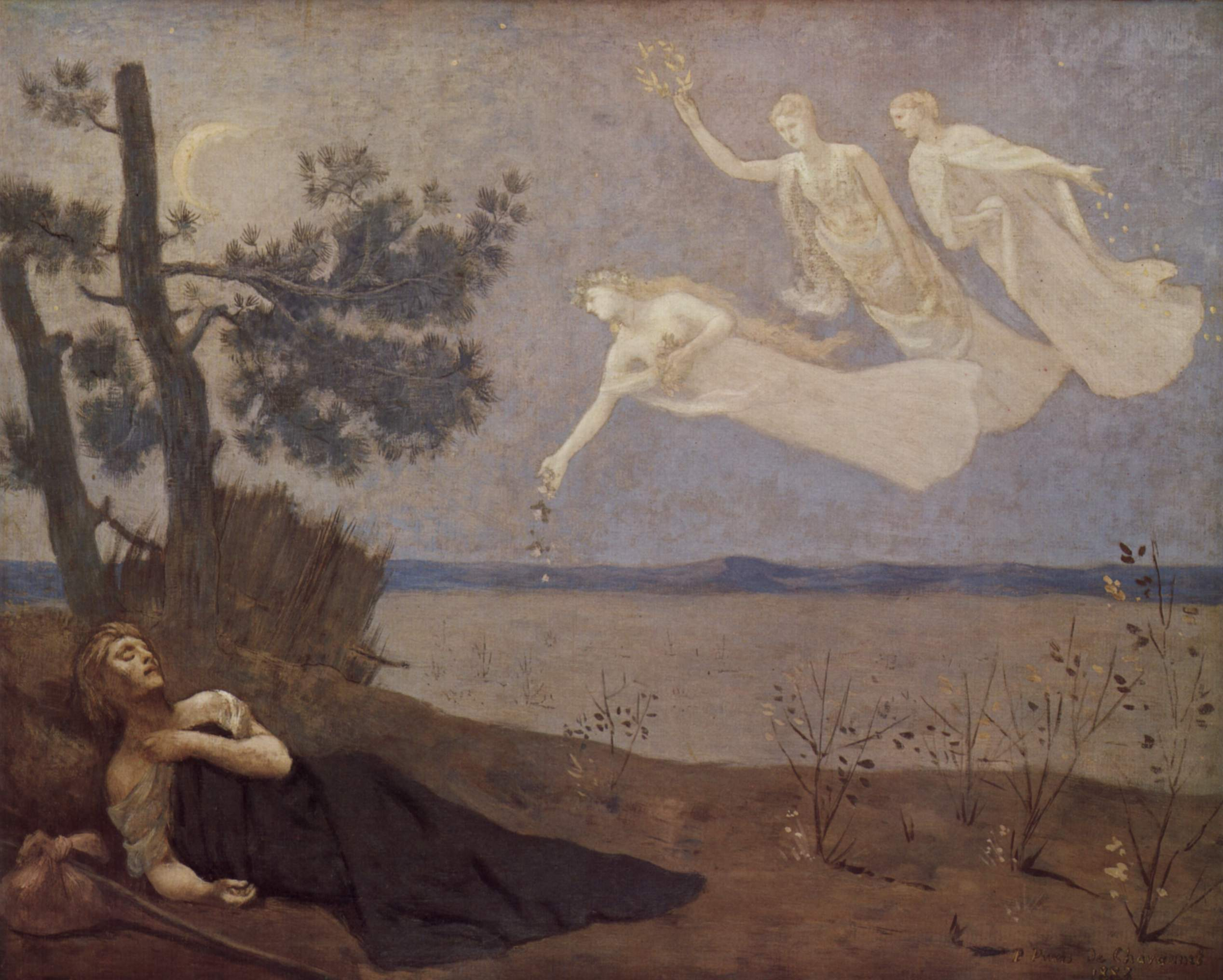
ピエール・ピュヴィス・ド・シャヴァンヌ 『夢』1883年
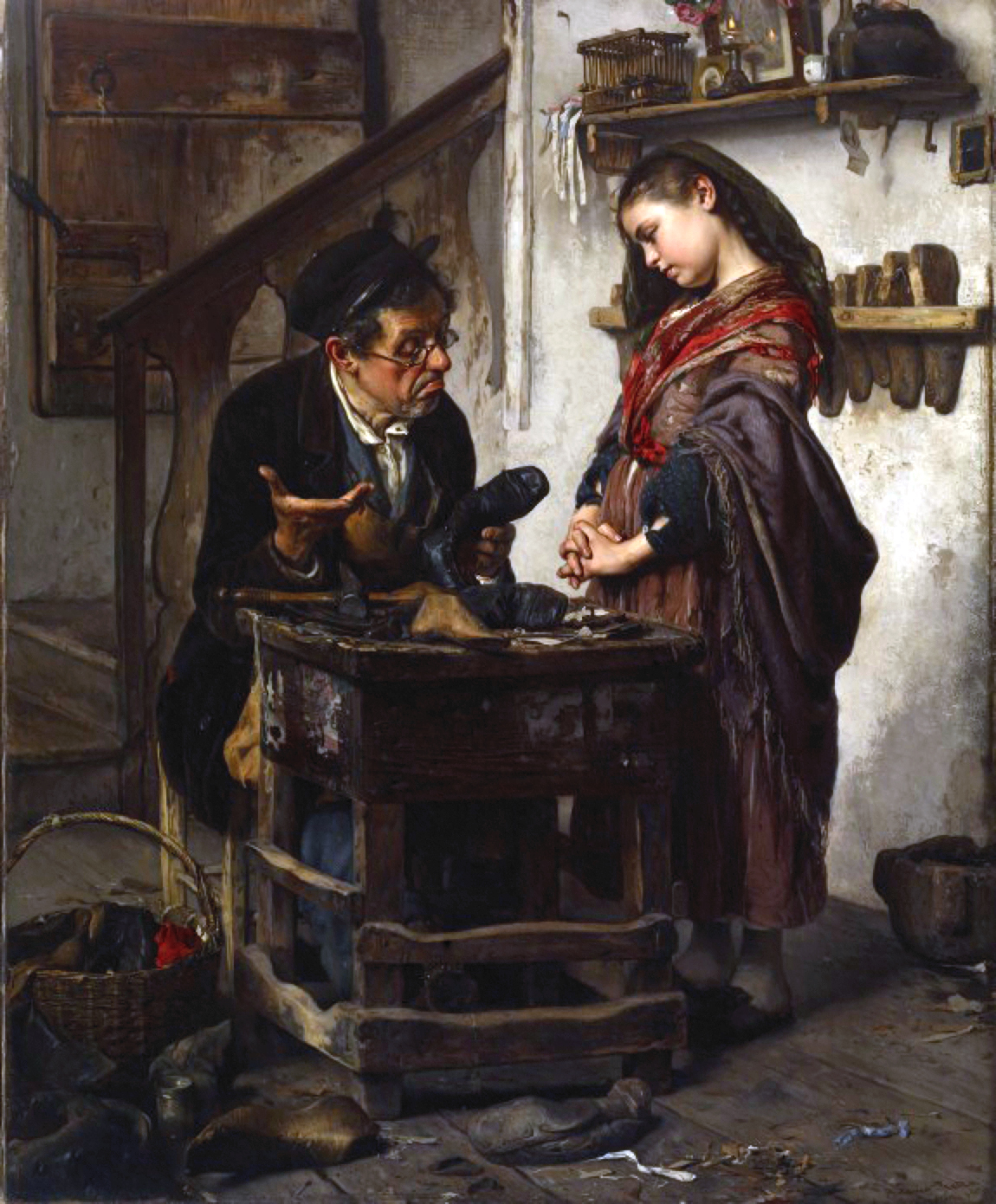
アントニオ・ロッタ 『The Hopeless Case』1871年